# Mission conjointe des Nations unies et de l'Union africaine au Darfour
Ne doit pas être confondu avec Mission de l'Union africaine au Soudan.
La mission conjointe des Nations unies et de l'Union africaine au Darfour (MINUAD ou UNAMID en anglais) est une mission conjointe de l'ONU et de l'Union africaine, créée le 31 juillet 2007. Elle a pour but d'établir la paix à l'ouest du Soudan, dans la province du Darfour.
La MINUAD est créée par la résolution 1769 du Conseil de sécurité des Nations unies, en remplacement de la mission de l'Union africaine au Soudan (MUAS) déployée en 2005 et de la Mission de l'Union africaine au Soudan. Elle consiste en l'envoi d'une force de 27 000 personnes, dont 7 000 policiers, soit la plus grande mission de l'ONU. Cette force est mise en place en juillet 2007 et se déploie dans la région en octobre 2007. La MINUAD quitte le Soudan après la fin de son mandat, le 31 décembre 2020.

## Histoire

### Création
L'Union africain, qui possédait au Darfour la Mission de l'Union africaine au Soudan, avait déjà 7 000 hommes qui est remplacée par une force de 18 000 hommes, dotée de plus de 1,3 milliard de dollars par an et financée par l'ONU ce qui en fait l'une des missions les plus fournies. Cette opération officialisée depuis le 31 juillet 2007 par la résolution 1769 du Conseil de sécurité des Nations unies. 
Devant se déployer dans tout le Darfour, cette mission est constituée de 17 000 à 20 000 soldats, principalement Africains, et quelque 4 000 policiers, ce qui en fait la plus grande opération humanitaire jamais lancée. Du point de vue logistique, les troupes au sol sont accompagnées de moyens terrestres (blindés) et aériens (hélicoptères de combat et avions); finances par l'ONU. 
Les troupes actuelles de l'AMIS sont intégrées à l'opération. Pour les 13 000 hommes restant, l'ONU a appelé les pays amis africains à proposer de l'aide. Certains pays asiatiques ont fournir les hommes manquants. Le plan doit se dérouler en 3 phases, dont la première a pour objectif de renforcer les forces déjà présentes. Le gouvernement soudanais a dû accepter sous la pression cette formule le 12 juin. El-Bechir a ainsi préféré ce type de compromis plutôt qu'un envoi de casques bleus, synonyme d'ingérence occidentale dans ses propres affaires.

### Mandats
Selon le mandat (rédigé par Ban Ki-moon et par le commissaire de l'UA, Oumar Konare) dans un premier temps adopté par l'UA et puis en 31 juillet 2007 par l'ONU, « l'opération hybride doit viser en particulier à protéger les civils, à faciliter l'accès sans entrave de l'aide humanitaire aux populations dans le besoin et le retour des réfugiés et des déplacés dans leurs foyers ». Elle devra aussi « contribuer à rétablir la sécurité au Darfour, notamment par l'application de l'accord de paix », conclu à Abuja en mai 2006, et « par la recherche d'une solution politique »... L'opération devra finalement tenter de remédier aux problèmes posés par l'instabilité des frontières avec le Tchad et la République centrafricaine. Instabilité causée par les mouvements de réfugiés du Darfour et les missions menées par leurs persécuteurs dans ses deux pays...
Le commandant de l'opération est le général nigérian Martin Luther Agwei. Rodolphe Adada, ancien ministre congolais occupe pour sa part le poste de représentant spécial.
Le 31 juillet 2008, le Conseil de sécurité de l'ONU prolonge le mandat de la MINUAD jusqu'au 31 juillet 2009. Le 30 juillet 2009, le Conseil de sécurité de l'ONU proroge le mandat de la MINUAD pour douze mois, jusqu'au 31 juillet 2010. Le 30 juillet 2010, le Conseil de sécurité de l'ONU renouvelle le mandat de la MINUAD jusqu'au 31 juillet 2011. Le 29 juillet 2011, le Conseil de sécurité de l'ONU renouvelle d'un an le mandat de la MINUAD au Darfour. Le 2 août 2011, les autorités soudanaises menacent de mettre un terme au mandat de la MINUAD si celle-ci se voit octroyer de nouveaux objectifs. Dans le même temps, la résolution de l'ONU est perçue comme préjudiciable à la souveraineté du Soudan par le ministre soudanais des Affaires étrangères. Le 31 juillet 2012, le Conseil de sécurité de l'ONU renouvelle le mandat de la MINUAD jusqu'au 31 juillet 2013. Le 30 juillet 2013, le Conseil de sécurité de l'ONU proroge le mandat de la MINUAD jusqu'au 31 août 2014. Le 27 août 2014, le Conseil de sécurité renouvelle le mandat de la MINUAD jusqu'au 30 juin 2015. Le 29 juin 2015, le Conseil de sécurité de l'ONU renouvelle d'un an le mandat de la MINUAD jusqu'au 30 juin 2016. Le 29 juin 2016, le Conseil de sécurité de l'ONU décide de prolonger le mandat de la MINUAD jusqu'au 30 juin 2017. Le 29 juin 2017, le Conseil de sécurité de l'ONU décide de proroger le mandat de la MINUAD jusqu'au 30 juin 2018. Le 29 juin 2018, le Conseil de sécurité de l'ONU décide de proroger le mandat de la MINUAD jusqu'au 13 juillet 2018. Le 13 juillet 2018, le Conseil de sécurité de l'ONU décide de prolonger le mandat de la MINUAD jusqu'au 30 juin 2019. Un retrait des troupes de la MINUAD est par ailleurs envisagé à la date du 30 juin 2020.

### Attaques et pertes
Le 28 mai 2008, un Casque bleu ougandais est abattu à proximité de Zam Zam, dans l'État du Darfour du Nord. Le 8 juillet 2008, cinq Casques bleus rwandais, un Casque bleu ghanéen et un Casque bleu ougandais sont tués lors d'une attaque dans l'État du Darfour du Nord. Le 16 juillet 2008, un Casque bleu est pris pour cible et décède à Forobaranga, dans l'Ouest du Darfour. Le 6 octobre 2008, un convoi de la MINUAD est pris pour cible par un groupe de quarante à soixante hommes entre Nyala et Khor Abeche, dans l'État du Darfour du Sud. Un Casque bleu nigérian est tué lors de cette embuscade. Le 29 octobre 2008, un Casque bleu sud-africain est tué et un autre est blessé par des hommes armés, à proximité du camp de déplacés de Kassab, non loin de Kutum, dans l'État du Darfour du Nord.
Le 9 février 2009, un hélicoptère de la MINUAD est la cible de tirs à 70 km au sud-ouest d’El Fasher. Le 9 mars 2009, quatre Casques bleus de la MINUAD sont blessés lors d'une attaque à Al-Genaïna. Le même jour, un véhicule de la MINUAD est volé par trois hommes armés à El Fasher. Le lendemain, un observateur militaire de la MINUAD est visé par des tirs à Ed Daein. Le 17 mars 2009, une patrouille de la MINUAD est visée par un groupe de huit hommes armés à Nyala, dans l'État du Darfour du Sud. Un Casque bleu décède de ses blessures lors de cette attaque. Le 7 mai 2009, un Casque bleu de la MINUAD est abattu près de son domicile à Nyala. Le 29 août 2009, deux employés de la MINUAD, un Nigérian et une Tanzanienne sont kidnappés à proximité du lieu de leur résidence, à Zalingei, dans l'État du Darfour-Central. Ils sont libérés le 13 décembre 2009. Le 28 septembre 2009, un convoi de la MINUAD escorte un bus véhiculant des membres civils de l'ONU et de l'UA à Al-Genaïna, dans l'État du Darfour-Occidental. Le convoi tombe dans un guet-apens, tendu par un groupe de six à huit hommes armés qui cause la mort d'un Casque bleu et en blesse deux autres. Le 4 décembre 2009, trois Casques bleus rwandais sont tués dans une attaque à Saraf Omra, dans l'Ouest du Soudan. Le lendemain, deux Casques bleus rwandais sont abattus et un autre est blessé, à proximité du camp de déplacés et de la base de la MINUAD, à Shangil Tobaya, dans l'État du Darfour du Nord.
Le 5 mars 2010, une patrouille d'évaluation et de vérification de la MINUAD (cinquante-six soldats, deux observateurs militaires, quatre conseillers de la police et un assistant linguistique) qui part de Kas pour se rendre à Deribat, est prise en otage par un groupe armé dans l'État du Darfour du Sud. Deux Casques bleus vont réussir à s'échapper le jour même. L'ensemble de la patrouille est libérée le lendemain. Le 11 avril 2010, quatre conseillers sud-africains de la MINUAD sont enlevés à proximité de Nyala, dans l'État du Darfour du Sud. Ils sont libérés le 26 avril, grâce à la médiation du gouvernement soudanais et des autorités locales. Le 7 mai 2010, deux Casques bleus égyptiens de la MINUAD sont tués et trois autres sont blessés lors d'un guet-apens, à proximité du village de Katila, dans l'État du Darfour du Sud. Le 21 juin 2010, trois Casques bleus rwandais trouvent la mort et un autre est blessé dans une attaque, dans le village de Nertiti, dans l'Ouest du Darfour. Le 26 juillet 2010, un pilote russe de la MINUAD est capturé à Aborjo. Son équipage est libéré le lendemain à Nyala et le pilote est délivré le 29 juillet. Le 7 octobre 2010, un membre du personnel hongrois de la MINUAD et deux Casques bleus sont kidnappés à El Fasher, dans l'État du Darfour du Nord. Les deux Casques bleus réussissent à s'enfuir le jour même. Le 5 janvier 2011, le membre hongrois du personnel de la MINUAD enlevé le 7 octobre 2010 est libéré.
Le 5 avril 2011, trois Casques bleus sont confrontés à des hommes armés, à proximité de Kutum, qui les capturent avec le véhicule de la MINUAD. Deux d'entre eux sont finalement libérés le jour même et le troisième est retrouvé mort.
Le 21 janvier 2012, un Casque bleu nigérian est tué et trois autres Casques bleus sont blessés dans une embuscade, à proximité de Saleah, dans l'Est du Darfour. Le 19 février 2012, quarante-neuf soldats de la MINUAD sont capturés par les rebelles du Mouvement pour la justice et l'égalité dans le Nord-Ouest du Darfour. Le lendemain, ils sont relâchés par les rebelles. Néanmoins, l'ONU nie toute prise d'otage des soldats de la MINUAD et parle de blocage. Le 24 février 2012, deux Casques bleus de la MINUAD sont blessés dans l'Est du Darfour. Le 29 février 2012, un Casque bleu de la MINUAD est tué et trois autres sont blessés, durant leur patrouille, à proximité de la ville de Shearia, dans le Darfour du Sud,. Le 20 avril 2012, quatre Casques bleus togolais sont blessés, près du camp de déplacés de Sisi, dans l'État du Darfour Occidental. Le lendemain, un des Casques bleus togolais succombe à ses blessures.
Le 12 août 2012, un Casque bleu bangladais est tué dans le camp de déplacés d'Otash, à Nyala, dans l'État du Darfour du Sud,. Le 2 octobre 2012, une patrouille de la MINUAD est attaquée. Quatre soldats nigérians sont tués et huit autres sont blessés à proximité d'Al-Genaïna, au Darfour-Occidental. Le lendemain, le secrétaire général de l'ONU demande au gouvernement soudanais que les auteurs de l'attaque soient présentés devant la justice. Le 17 octobre 2012, une embuscade a lieu contre un convoi de la MINUAD, à proximité de Kutum, dans le Darfour du Nord. Celle-ci provoque la mort d'un casque bleu et blesse trois autres. Le 19 octobre 2012, le Haut-Commissariat des Nations unies aux droits de l'homme appelle le gouvernement soudanais à mener une enquête dans le but de rechercher les auteurs de l'embuscade du 17 octobre.
Le 19 avril 2013, un Casque bleu nigérian de la MINUAD est tué et deux autres sont blessés, non loin de la base de Muhagiriya, dans l'État du Darfour du Sud. Le 4 juillet 2013, trois Casques bleus de la MINUAD sont blessés par une attaque à Lavado. Le 13 juillet 2013, sept Casques bleus tanzaniens et un policier sierra-léonais sont tués, à proximité de la base de la MINUAD, à Manawashi. De plus, seize autres Casques bleus sont blessés,. Le 12 août 2013, une patrouille de la MINUAD est tombée dans un guet-apens à Ed Daein. À la suite de cette attaque, un Casque bleu est blessé. Le 26 août 2013, trois Casques bleus de la MINUAD sont blessés par balles dans l'Est du Darfour. Le 27 août 2013, les soldats de la MINUAD sont pris pour cible à proximité de Misterei, dans l'État du Darfour Occidental alors qu'ils effectuent des recherches. Cette attaque ne fait pas de victimes. Le 27 août 2013, l'équipage d'un hélicoptère de la MINUAD, un Soudanais et deux Ukrainiens sont libérés par leurs ravisseurs. Ils avaient été capturés le 3 août dernier. Le 11 octobre 2013, un observateur militaire zambien est tué à El-Fasher. Le 13 octobre 2013, trois Casques bleus sénégalais sont pris dans une embuscade, près d'Al-Genaïna et décèdent. Le 24 novembre 2013, un Casque bleu rwandais est tué à proximité de Kabkabiya, dans l'État du Darfour du Nord. Le 29 décembre 2013, un Casque bleu jordanien et un Casque bleu sénégalais sont abattus lors d'une attaque, près de Gereida, dans l'État du Darfour du Sud.
Le 11 mars 2014, un membre indien de la MINUAD est enlevé à El Fasher par des hommes armés et est finalement libéré le 12 juin 2014 à Kakbabiya. Le 24 mai 2014, un Casque bleu rwandais est abattu et trois autres sont blessés à Kabkabiya, dans l'État du Darfour du Nord. Le 16 octobre 2014, trois Casques bleus éthiopiens sont tués par un groupe armé à Korma, dans l'État du Darfour du Nord.
Le 23 avril 2015, quarante hommes armés attaquent des Casques bleus nigérians à Kass, dans l'État du Darfour du Sud. Deux Casques bleus sont blessés et quatre hommes armés sont tués. Le lendemain, une patrouille de la MINUAD est attaquée à proximité de Kass et quatre Casques bleus sont blessés. Le 27 septembre 2015, un Casque bleu sud-africain est tué et quatre autres sont blessés à proximité de Mellit, dans l'État du Darfour du Nord.